# Amicizia (divinità)
Amicizia  era una divinità adorata dai Greci e dai Romani,  figlia della Notte e dell'Erebo.
Gli antichi ne parlano poco, e non si sa se ella avesse avuti tempi ed altari, ne se vi è conservata alcuna sua effigie. Il solo Lilio Giraldi scrive che i Romani la rappresentavano come una giovine con la testa scoperta, vestita di abito grossolano ai cui piedi erano scritte queste parole: "La morte e la vita", e sopra la fronte queste altre: "L'estate e l’inverno". 
Dal lato destro aveva il petto scoperto sino alla parte del cuore verso cui appoggiava la mano indicando con un dito le seguenti parole: "Da lungi e da vicino". 
Tutti questi simboli miravano a dimostrare che l'amicizia non invecchia mai, che è uniforme in tutte le stagioni, nella lontananza e nella presenza, in vita ed in morte.
Viene rappresentata nell'atto di abbracciare un piccol’olmo secco circondato da un tralcio di vite, per indicare che l'amicizia è presente sia nelle disgrazie che nei successi.